# 구글 파워미터
구글 파워미터(Google PowerMeter)는 소비자가 가정의 전기 사용량을 추적할 수 있도록 돕기 위해 구글의 자선 단체인 Google.org의 소프트웨어 프로젝트였다. 2009년 10월 5일에 시작되어 2011년 9월 16일에 종료되었다. 소프트웨어 개발은 재생 가능 에너지, 전력 계통 업그레이드 및 기타 온실 가스 배출을 줄이기 위한 조치에 투자하려는 구글의 노력의 일환이었다. 이 소프트웨어는 거의 실시간으로 사용자의 전기 사용량을 기록하도록 설계되었다. 구글은 프로젝트 기간 동안 다양한 회사와 협력했다.

## 설명
구글 파워미터는 구글의 자선 단체인 Google.org의 소프트웨어 프로젝트였다. 이 소프트웨어는 소비자가 가정의 전기 사용량을 추적할 수 있도록 설계되었다. 2009년 10월 5일에 시작되었다. 이 소프트웨어는 거의 실시간으로 사용자의 전기 사용량을 기록하도록 설계되었다. 2011년 6월 구글은 2011년 9월 16일 서비스 중단을 발표했다.